# Synagoge (Luzern)

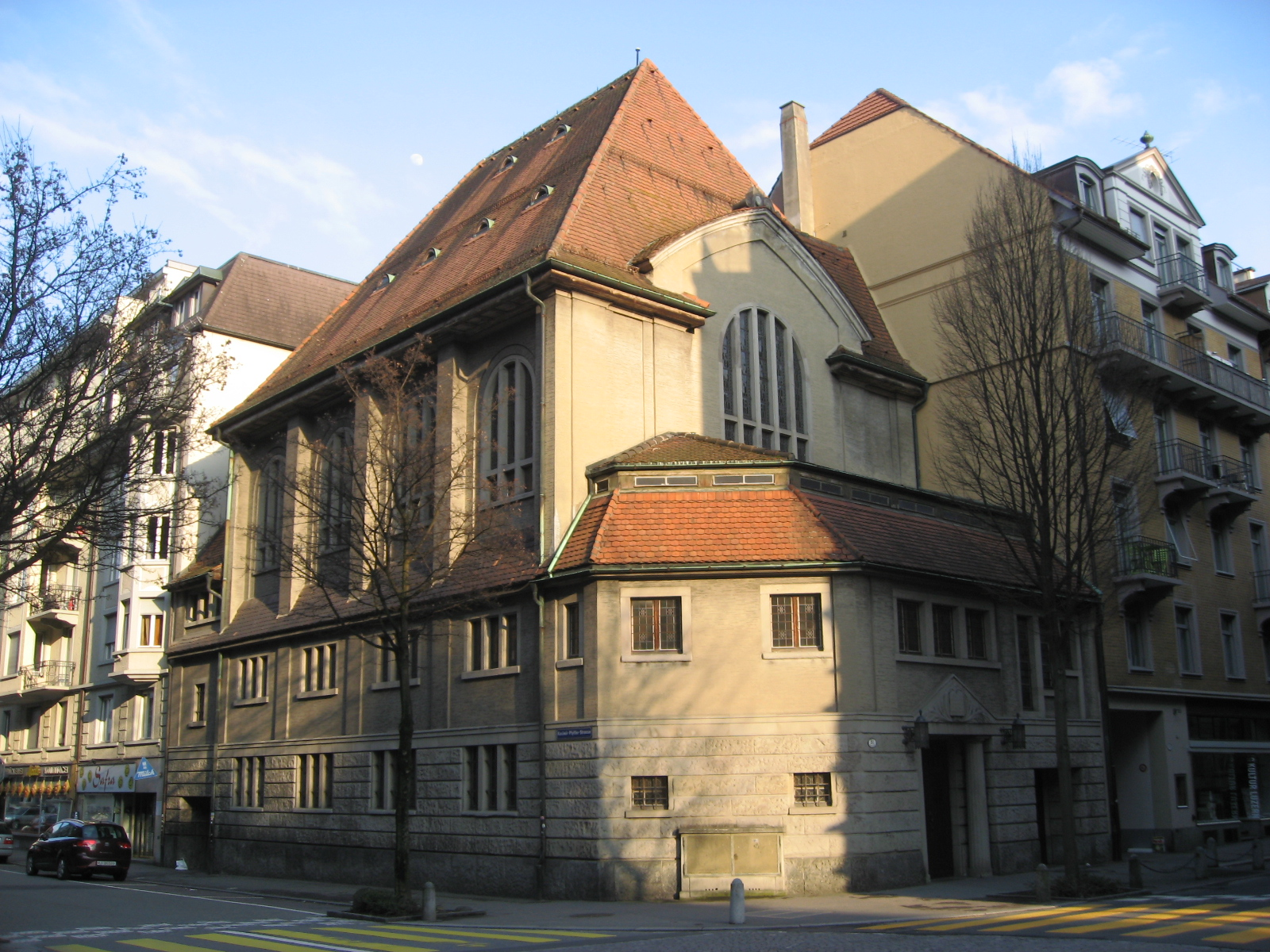
Synagoge in Luzern (2009)

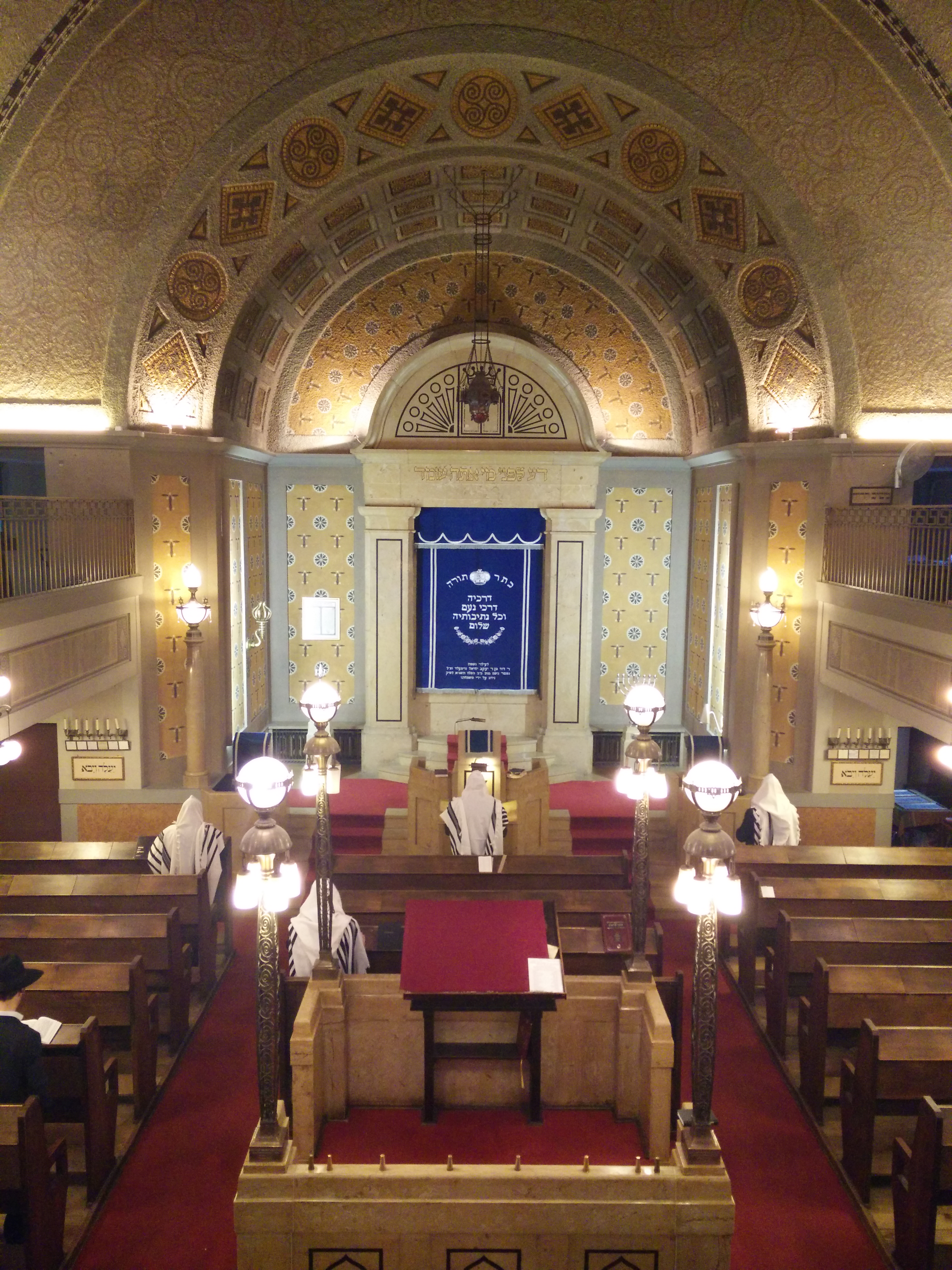
Innenansicht (2016)

Die Synagoge in Luzern, einer Stadt in der Zentralschweiz, wurde 1911/12 errichtet. Die Synagoge in der Bruchstrasse 51 ist ein geschütztes Kulturdenkmal.

## Beschreibung
Die Synagoge wurde nach Plänen des Frankfurter Architekten Max Seckbach (1866–1922) erbaut. Dieser hatte auch die Synagogen in Homburg vor der Höhe (1905), Weinheim (1905) und Memmingen (1909) erbaut.
Das Gebäude besteht aus einem dreigeschossigen Hauptbau mit hohem, steilem Walmdach und einem niedrigeren zweigeschossigen Vorbau. Der Synagogenraum befindet sich im ersten Obergeschoss. Für Männer und Frauen gibt es getrennte Eingänge und Treppenanlagen. Im Sockelgeschoss befinden sich eine Tagessynagoge sowie Mikweh und kleine Wirtschaftsräume. Im Inneren ist die Synagoge mit viel Marmor verkleidet. Materialien und Verarbeitung sind von hoher Qualität: Aron und Bimah, reiche Tapisseriemalereien und aufwändige Art-déco-Beleuchtung. Die opulente Jugendstilbemalung des Zürcher Dekorationsmalers Moritz Paucker wurde von Seckbach vorgegeben. Gemäss der 1911 getroffenen Vereinbarung darf die Synagoge nicht durch Umbauten verändert, lediglich sanft renoviert werden (1972 erfolgt), so dass der Innenraum eine hohe Authentizität ausstrahlt, wie man sie heute nur noch in wenigen Synagogen antreffen kann.

## Entstehungsgeschichte
Im Jahr 1894 begann man, gedrängt durch die prekären Platzverhältnisse im Betsaal Mariahilf (Grabenstrasse 6), den Bau einer Synagoge ins Auge zu fassen.
Die Generalversammlung der jüdischen Gemeinde vom 27. Januar 1906 entschied, eine Synagogenbaukommission ins Leben zu rufen, um den Bau der schon lange ersehnten neuen Synagoge zu beschleunigen. Diese Synagogenbaukommission löste sich aber bald wieder auf.
1907 gründeten einige Gemeindemitglieder, um den Synagogenbau dennoch voranzubringen, einen privaten Synagogenbauverein mit dem Zweck, eine Synagoge zu errichten und diese dann der Gemeinde mietweise zu überlassen. Im Herbst 1910 hatte dieser private Verein zu einem günstigen Preis eine Eckparzelle im Bruchquartier, wo die Mehrzahl der Luzerner Juden wohnte, erworben.
Die finanziellen Mittel der jüdischen Gemeinde reichten aber bei Weitem nicht aus, den vorhandenen Betsaal durch eine Synagoge dieser Grössenordnung zu ersetzen. Insbesondere der Israelitische Kultusverein Luzern ersuchte Privatpersonen und Institutionen um finanzielle Unterstützung für den Bau der Synagoge im Herzen der touristischen Schweiz.
Die jüdische Gemeinde setzte zur weiteren Verfolgung des Ziels des Baues einer stattlichen neuen Synagoge eine Friedenskommission ein, und am 1. Januar 1910 beschloss die Gemeinde nach einer äusserst knappen Abstimmung mit nur einer Stimme Mehrheit, dass das Grundstück des privaten Bauvereins an die Gemeinde übertragen werde und dass sich der Verein auflöse. Mit der grundbuchamtlichen Übertragung des Grundstückes waren weitreichende Zugeständnisse an den streng orthodoxen Flügel der Gemeinde verbunden, u. a. dass alle Gebäudeteile, Einrichtungen, die Liturgie usw. den Bestimmungen des Schulchan Aruch entsprechen müssen. Im Juli 1910 konnte die neu ernannte Baukommission der Gemeinde die Projektpläne des Frankfurter Architekten Max Seckbach vorlegen, der für die Planungsarbeiten verpflichtet worden war. Die Bauleitung übertrug man dem Luzerner Architekten Friedrich Felder, der 1902 die Abdankungshalle auf dem gemeindeeigenen Friedhof erbaut hatte.
Die Finanzierung der Synagoge wurde schliesslich durch eine grosszügige Spende aus dem Vermächtnis von Josef Kroner (Croner) aus Karlsruhe, geboren in Czernikau, gesichert. Im Oktober 1910 wurden die Baupläne zur Bewilligung eingereicht, am 11. Juni 1911 erfolgte die Grundsteinlegung.
Die Einweihungsfeier der Synagoge Luzern in Anwesenheit von Vertretern der Stadt und des Kantons sowie beider Kirchen fand am 18. März 1912 statt. Die Weihepredigt wurde wie schon ein Jahr zuvor in Delémont vom Basler Rabbiner Arthur Cohn gehalten. Dem religiösen Akt folgte eine rauschende Feier im Kursaal Luzerns mit über 300 Gästen (Tanzmusik bis um 6 Uhr am nächsten Morgen): „Schmetterlingsreigen mit herzigen Amouretten […] Cabaret, Chansons, Ball und Kotillon“.